# أريسا ساتو
أريسا ساتو (باليابانية: 佐藤ありさ؛ بالكانا: さとう ありさ) هي عارضة أزياء وعارضة وتارينتو يابانية، ولدت في 20 سبتمبر 1988 في هوكايدو في اليابان.